# Klockmetall

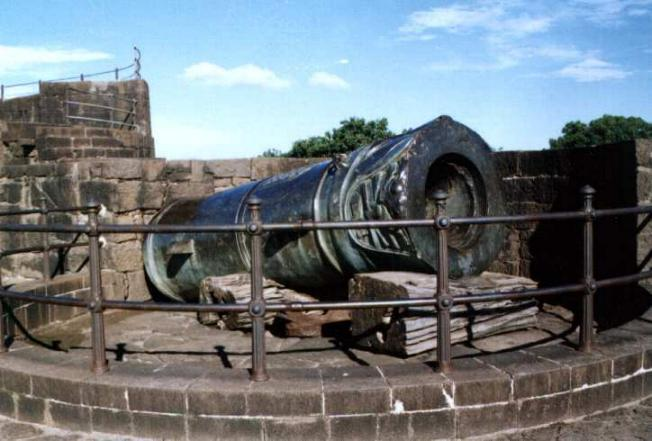
Kanon tillverkad av klockmetall i Malik-e-Maidan, Vijayapura.

Klockmetall eller klockbrons är en bronslegering som är avsedd för gjutning av bland annat kyrkklockor och som  vanligtvis består av 78% koppar och 22% tenn och är gulgrå till färgen.
Variantioner av legeringen ligger mellan 78 och 85 % koppar och 15–22 % tenn. Ibland ingår 1–3 % bly istället för lika mycket tenn. Klockmetall används till kyrkklockor, koskällor, skeppsklockor och vällingklockor. Gjutformen tillverkas av sand och lim och förstörs efter varje gjutning då den brytes upp. Förr lade man ibland till silver eller guld i gjutmassan i tron om att men fick en finare klang i klockan, till exempel kastade Kung Fredrik I i dukater i smältan vid gjutningen av den stora 8,8 ton tunga klockan Susanne i Magdeburgs domkyrka år 1702.